# Luigi Tornielli di Borgolavezzaro
Luigi Maria Carlo Giulio Giuseppe Girolamo Tornielli di Borgolavezzaro (* 13. März 1888 in Novara; † 1944 in Santa Margherita Ligure) war ein italienischer adeliger Bobsportler, Tennisspieler, Automobilrennfahrer, Sportfunktionär und Politiker.

## Werdegang
Luigi Tornielli di Borgolavezzaro wurde 1888 in Novara als jüngstes von vier Kindern von Don Rinaldo Giovanni Angelo Tornielli (1843–1910) und dessen Ehefrau Donna Anna Centurione Scotto (* 1852) geboren. Wie sein Vater hielt er die Adelstitel Marchese di Borgolavezzaro, Conte di Borgolavezzaro und Nobile di Novara. Die Ursprünge der piemontesischen Adelsfamilie Borgolavezzaro gehen mindestens auf das 12. Jahrhundert zurück. Sein gleichnamiger Großvater (1817–1890) war eine einflussreiche politische Persönlichkeit und Senator des Königreichs Italien.
Wie viele italienische Adelige seiner Generation war Tornielli, den Familientraditionen folgend, vielseitig gesellschaftlich und politisch aktiv und betrieb daneben verschiedene Sportarten bzw. bekleidete Sportfunktionärsämter. 1922 startete er beispielsweise zusammen mit Giovanni Canestrini auf einem Bugatti bei den Automobil-Bergrennen Susa–Moncenisio und Aosta–Gran San Bernardo. Mit seinem Freund Alberto Bonacossa teilte Tornielli die Leidenschaft für den Tennissport – gemeinsam traten die beiden bei zahlreichen Turnieren im Doppel an.
Bonacossa, der 1926 die Federazione Italiana Sport del Ghiaccio (FISG) als Dachverband der nationalen Eislauf-, Eishockey- und Bobsport-Vereinigungen des Landes gegründete, überredete ihn, als Pilot des Bobs Italien II am Bobwettbewerb der Olympischen Winterspiele 1924 in Chamonix teilzunehmen. Tornielli verfügte nur über minimale Wintersporterfahrung und nahm zur Vorbereitung mit mäßigem Erfolg an den Französischen Meisterschaften auf der Olympiabahn von Chamonix teil. Am Vorabend der Olympialäufe stürzte der Bob zweimal und der Mitfahrer Arrigo Muggiani erlitt dabei eine leichte Kopfverletzung, aufgrund derer er nicht an den Wertungsläufen teilnehmen konnte. Im Bob Italien II starteten neben Tornielli noch Adolfo Bocchi, Leonardo Bonzi, Alfredo Spasciani und Alberto Visconti. Nachdem sich das Quintett bereits im ersten Lauf erheblichen Rückstand auf die führenden Bobs eingehandelt hatte, trat es zu den weiteren Läufen nicht an und kam damit nicht in die Wertung.
Zwischen 1927 und 1929 war Tornielli Präsident des Fußballvereins Foot-Ball Associazione Novara, von 1927 bis 1933 Präsident des italienischen Eissportverbandes FISG und von 1931 bis 1933 Präsident der Federazione Italiana Sport Rotellistici, dem Dachverband der Roll- und Inlineskatingsportler Italiens.
Zudem war er Mitglied der Partito Nazionale Fascista und zwischen 1928 und 1939 Podestà seiner Heimatstadt Novara. In dieser Funktion wird ihm die Genehmigung des Baus der pista di viale Buonarroti, die von Hockey Novara genutzt wird, zugeschrieben.
Luigi Tornielli di Borgolavezzaro starb 1944 im Alter von 56 Jahren in Santa Margherita Ligure nahe Genua.